# دهستان باکولی
دهستان باکولی (به لاتین: Bakuli Gewog) یک دهستان در کشور بوتان است که در ناحیهٔ سادروپ جونگخار واقع شده‌است.